# Richard Evelyn Byrd
Richard Evelyn Byrd o Richard Byrd (Jr.) (Winchester, Virginia, 25 de octubre de 1888 - Boston, Massachusetts, 11 de marzo de 1957) fue un importante explorador, aviador y contraalmirante estadounidense, especialmente conocido por sus audaces vuelos sobre la Antártida, que permitieron conocer mejor la configuración geográfica del continente helado.

## Región Ártica

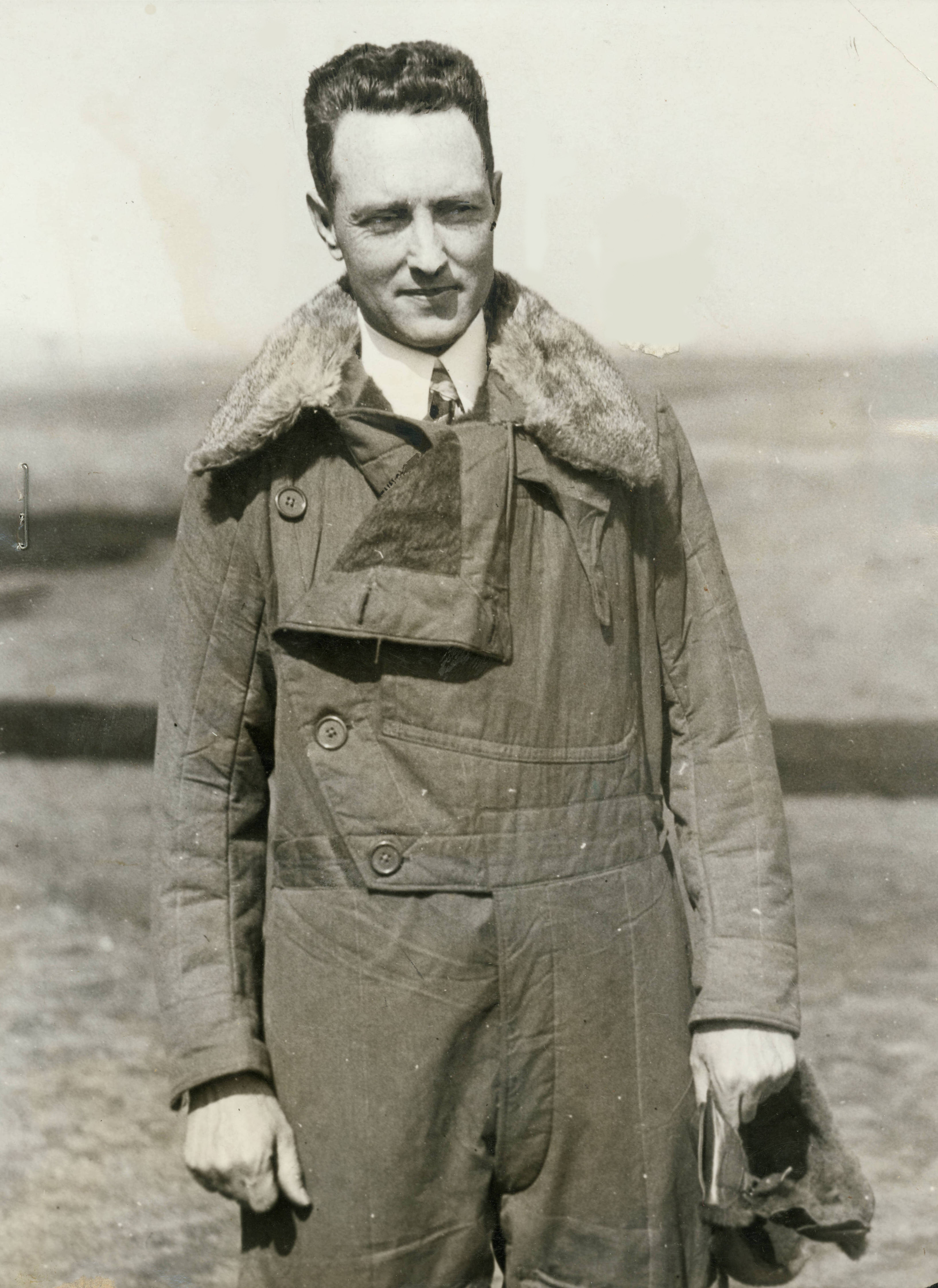
Byrd con ropa de aviador en una foto de la década de 1920.

Byrd había experimentado por primera vez la eficacia de los aviones en la empresa polar de 1925, cuando sobrevoló la isla de Ellesmere partiendo de Groenlandia. El éxito del vuelo le hizo pensar en la posibilidad de alcanzar el Polo Norte por vía aérea y en 1926 realizó el proyecto. El 9 de mayo se elevó sobre Kingsbay (ahora Ny-Ålesund), Spitsbergen (Svalbard) a bordo de un monoplano Fokker y, junto con el piloto Floyd Bennett, afirmó haber volado sobre el Polo Norte. Esta hazaña le reportó gran renombre y le sirvió para recibir financiación para sus vuelos sobre el Polo sur. 
Sin embargo ya desde 1926 y hasta la actualidad se han expresado dudas sobre si Byrd efectivamente sobrevoló el Polo Norte. En 1996, estas dudas se confirmaron cuando se encontró su diario de vuelo. El diario mostró que las anotaciones del sextante habían sido borradas y luego las inventó en su informe oficial.

## Región Antártica
Empleó este mismo medio para la exploración de la región antártica. La expedición de Byrd de 1928 al Polo Sur fue cuidadosamente preparada y provista de grandes medios. El campamento base, en la punta norte de la isla Roosevelt, en el mar de Ross, contaba con laboratorios, talleres, almacenes, una estación de radio y un hospital. En esta base, llamada "Little America", vivieron 14 meses 42 hombres. De allí partió Byrd en avión para dar la vuelta al Polo Sur que sobrevoló el 29 de noviembre de 1929. Su piloto en ese vuelo fue Bernt Balchen. Descubrió la tierra llamada Mary Byrd Land e importantes cadenas montañosas y exploró la tierra de Eduardo VII.
Dando pruebas de gran valor, pasó el invierno de 1934 solo en una cabaña a casi 200 km de Little America, con objeto de obtener datos científicos.
Espoleado por los éxitos obtenidos, Byrd organizó otras tres expediciones entre 1939 y 1955, en las que se sirvió, además de aviones, de helicópteros y submarinos, permitiendo conocer cada vez mejor la Antártida y estableciendo su continentalidad.
Organizó la Operación Highjump, cuya denominación oficial era The United States Navy Antarctic Developments Program, 1946-47 o Programa de Desarrollos Antárticos de la Armada de los Estados Unidos. Se trataba de una serie de maniobras militares que tenían por objeto probar equipos militares y tropa en condiciones antárticas. Estas maniobras tendrían continuidad con la Operación Windmill (1947-1948) y la Operación Deep Freeze (1955-1956).
Murió el 11 de marzo de 1957 en Boston, mientras dormía. Estaba preparando otra expedición con objeto del Año Geofísico Internacional 1957-58.

## Conspiracionismo

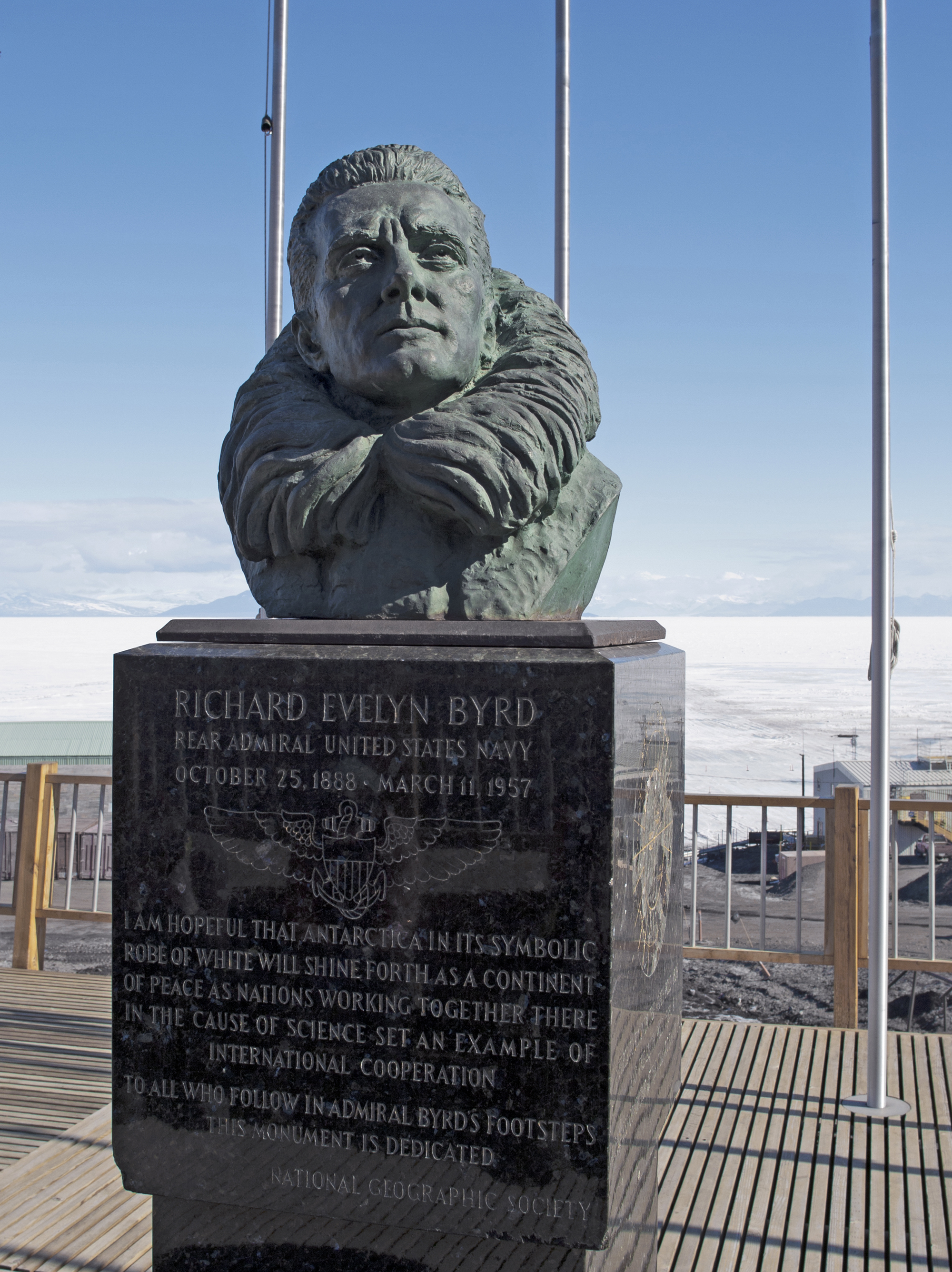
Busto de Richard Evelyn Byrd en la Base McMurdo, Isla de Ross, (Antártida).

Algunos autores han especulado sobre la figura de Byrd, relacionándole con la teoría de la Tierra hueca. Afirman que en uno de sus vuelos descubrió una entrada a dicho mundo en el interior de la Tierra. En 1957, el escritor italiano F. Amadeo Giannini publicó The Worlds Beyond the Poles (‘Los mundos más allá de los polos’), en que afirmaba ―sin aportar ninguna prueba― que en febrero de 1947, el aviador estadounidense Richard E. Byrd (1888-1957) había intentado ser el primer humano en llegar al Polo Norte y encontró una entrada a un mundo subterráneo. 
El supuesto hallazgo no habría salido a la luz porque el ejército de EE. UU. habría acallado a Byrd, aunque las declaraciones del aviador sobre sus exploraciones ofrecerían pistas bajo la opinión de estos autores, y que se señala que todo lo que escribió en su diario fue totalmente real. Tras décadas de exploraciones aéreas y terrestres, innumerables exposiciones fotografías satelitales de muy diferentes naciones, con muy diferentes intereses en la región, no se han encontrado indicios de que dicha teoría sea cierta.

## Reconocimientos

### Astronomía
- El cráter lunar Byrd lleva este nombre en su honor.[3]
- El cráter marciano Byrd también conmemora su nombre.[4]

### Condecoraciones
- Relación de condecoraciones recibidas por Byrd:[5]

|             |                                         |             |                                         |
|             |                                         |             |                                         |
| Gold star   | Gold star                               |             | Gold star · Gold star                   |
|             | Bronze star · Bronze star · Bronze star |             |                                         |
| Bronze star |                                         | Bronze star | Bronze star · Bronze star · Bronze star |
|             |                                         |             |                                         |

| Insignia de Aviador Naval |                                                                                |                                                                                |                                                                                |                                                                                 |                                                                                 |                                                                                 |                                                                                 |                                                                                 |                                                                                 |                                                                               |                                                                               |                                                                               |
| Primera fila              | Medalla de Honor (1926, (versión Cruz de Tiffany)                              | Medalla de Honor (1926, (versión Cruz de Tiffany)                              | Medalla de Honor (1926, (versión Cruz de Tiffany)                              | Medalla de Honor (1926, (versión Cruz de Tiffany)                               | Medalla de Honor (1926, (versión Cruz de Tiffany)                               | Medalla de Honor (1926, (versión Cruz de Tiffany)                               | Cruz de la Armada                                                               | Cruz de la Armada                                                               | Cruz de la Armada                                                               | Cruz de la Armada                                                             | Cruz de la Armada                                                             | Cruz de la Armada                                                             |
| Segunda fila              | Medalla por Servicio Distinguido de la Armada con una estrella de adjudicación | Medalla por Servicio Distinguido de la Armada con una estrella de adjudicación | Medalla por Servicio Distinguido de la Armada con una estrella de adjudicación | Legión al Mérito con una estrella de adjudicación                               | Legión al Mérito con una estrella de adjudicación                               | Legión al Mérito con una estrella de adjudicación                               | Cruz de Vuelo Distinguido                                                       | Cruz de Vuelo Distinguido                                                       | Cruz de Vuelo Distinguido                                                       | Medalla de Mención con dos estrellas de adjudicación                          | Medalla de Mención con dos estrellas de adjudicación                          | Medalla de Mención con dos estrellas de adjudicación                          |
| Tercera fila              | Medalla Salvavidas de Plata (1914)                                             | Medalla Salvavidas de Plata (1914)                                             | Medalla Salvavidas de Plata (1914)                                             | Medalla por la Victoria en la Primera Guerra Mundial con tres broches           | Medalla por la Victoria en la Primera Guerra Mundial con tres broches           | Medalla por la Victoria en la Primera Guerra Mundial con tres broches           | Medalla por Expedición Antártica de Byrd entregada en oro (1928–1930)           | Medalla por Expedición Antártica de Byrd entregada en oro (1928–1930)           | Medalla por Expedición Antártica de Byrd entregada en oro (1928–1930)           | Medalla por la Segunda Expedición Antártica de Byrd (1933–1935)               | Medalla por la Segunda Expedición Antártica de Byrd (1933–1935)               | Medalla por la Segunda Expedición Antártica de Byrd (1933–1935)               |
| Cuarta fila               | Medalla de Servicio en la Defensa Americana con 1 estrella de servicio (1940)  | Medalla de Servicio en la Defensa Americana con 1 estrella de servicio (1940)  | Medalla de Servicio en la Defensa Americana con 1 estrella de servicio (1940)  | Medalla de la Campaña Americana (1943)                                          | Medalla de la Campaña Americana (1943)                                          | Medalla de la Campaña Americana (1943)                                          | Medalla de la Campaña Europea-Africana-Medio Oriente con 1 estrella de servicio | Medalla de la Campaña Europea-Africana-Medio Oriente con 1 estrella de servicio | Medalla de la Campaña Europea-Africana-Medio Oriente con 1 estrella de servicio | Medalla de la Campaña Asiática-Pacífica con tres estrellas de servicio (1942) | Medalla de la Campaña Asiática-Pacífica con tres estrellas de servicio (1942) | Medalla de la Campaña Asiática-Pacífica con tres estrellas de servicio (1942) |
| Quinta fila               | Medalla de Victoria Segunda Guerra Mundial (1945)                              | Medalla de Victoria Segunda Guerra Mundial (1945)                              | Medalla de Victoria Segunda Guerra Mundial (1945)                              | Medalla por Expedición Antártica de Estados Unidos entregada en oro (1939–1941) | Medalla por Expedición Antártica de Estados Unidos entregada en oro (1939–1941) | Medalla por Expedición Antártica de Estados Unidos entregada en oro (1939–1941) | Medalla por Servicio Antártico elegible en forma póstuma (1960)                 | Medalla por Servicio Antártico elegible en forma póstuma (1960)                 | Medalla por Servicio Antártico elegible en forma póstuma (1960)                 | Oficial de la Legión de Honor                                                 | Oficial de la Legión de Honor                                                 | Oficial de la Legión de Honor                                                 |